# Glempang (Mandiraja)
Glempang is een bestuurslaag in het regentschap Banjarnegara van de provincie Midden-Java, Indonesië. Glempang telt 4965 inwoners (volkstelling 2010).